# Ammāpettai (ort i Indien, Erode)
Ammāpettai är en ort i Indien.   Den ligger i distriktet Erode och delstaten Tamil Nadu, i den södra delen av landet, 1 900 km söder om huvudstaden New Delhi. Ammāpettai ligger 185 meter över havet och antalet invånare är 8 552.
Terrängen runt Ammāpettai är varierad. Runt Ammāpettai är det tätbefolkat, med 511 invånare per kvadratkilometer. Närmaste större samhälle är Idappadi, 11,0 km öster om Ammāpettai. Omgivningarna runt Ammāpettai är en mosaik av jordbruksmark och naturlig växtlighet.